# Las Cambroneras

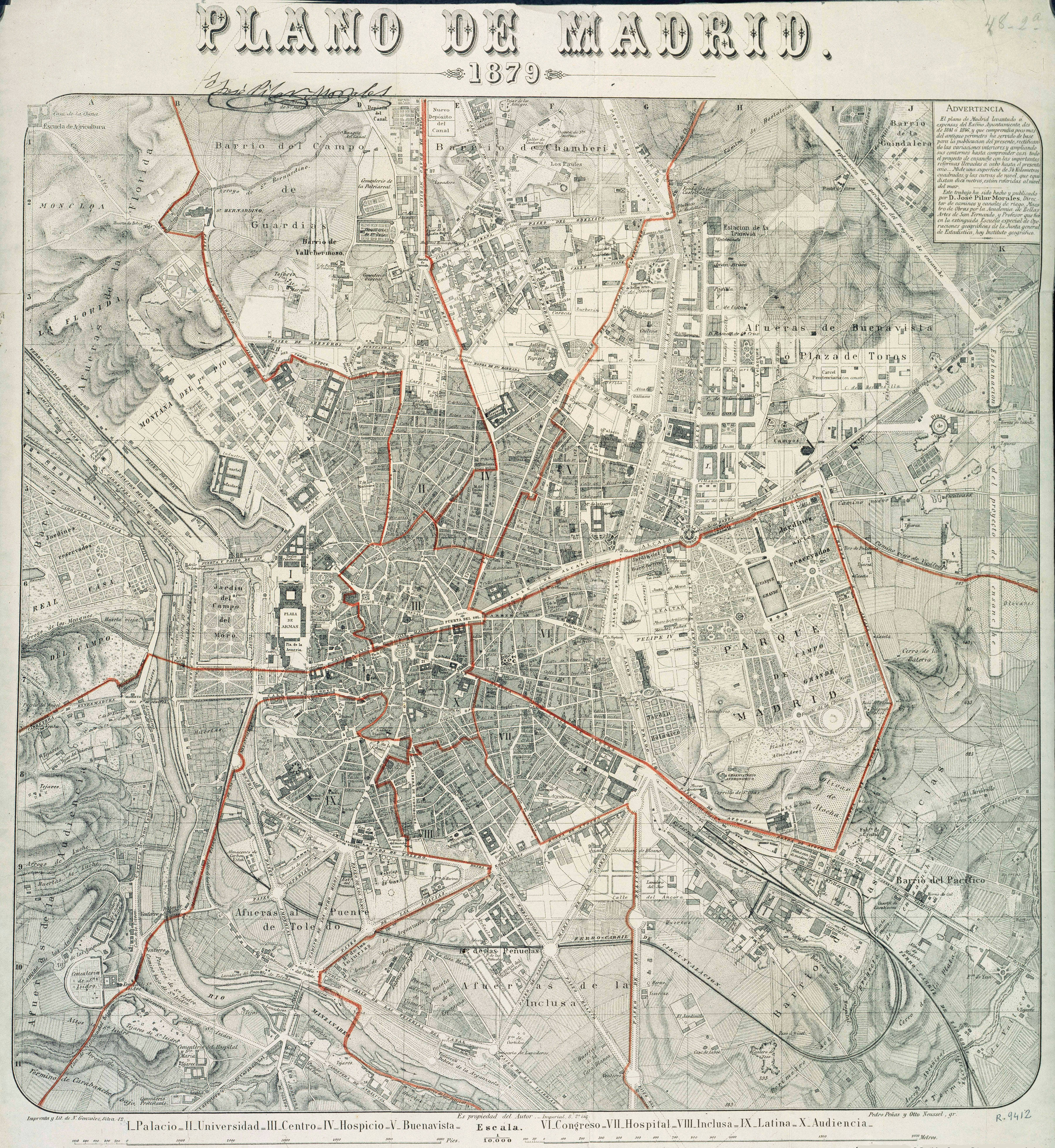
Guía del plano de Madrid y sus contornos en 1877 de José Pilar Morales, director de caminos y canales de riego. Tipografía de Gregorio Estrada.

El barrio de las Cambroneras era un barrio o barriada  del sur de Madrid, situado en la orilla del río Manzanares, cerca del puente de Toledo. Su límite al sur era el río, mientras al norte estaba la calle de las Cambroneras, hoy calle Alejandro Dumas, que en el siglo XIX empezaba en la glorieta del Puente (hoy, glorieta de Pirámides) y terminaba en el paseo de los Melancólicos.

## Historia
A comienzos del siglo XX, según puede leerse en un artículo del ABC de la época, poblaban Las Cambroneras una veintena de familias (unas 500 personas) de gitanos andaluces y manchegos, reunidos en torno al puente de las Cambroneras, construcción de 1826, en realidad un pequeño puente-acueducto cuya alcantarilla conducía las aguas del arroyo de las Cambroneras hasta el Real Canal del Manzanares.
Asimismo, en 1922, el Heraldo de Madrid mencionó a las Cambroneras, «a la entrada de la glorieta del Puente de Toledo»”, como «el barrio de los gitanos, el albaicín madrileño, digno sucesor del campo de Santa Bárbara, que en el siglo XVI fue albergue de gitanos, y está compuesto por dos filas de casuchas bajas y desiguales».»

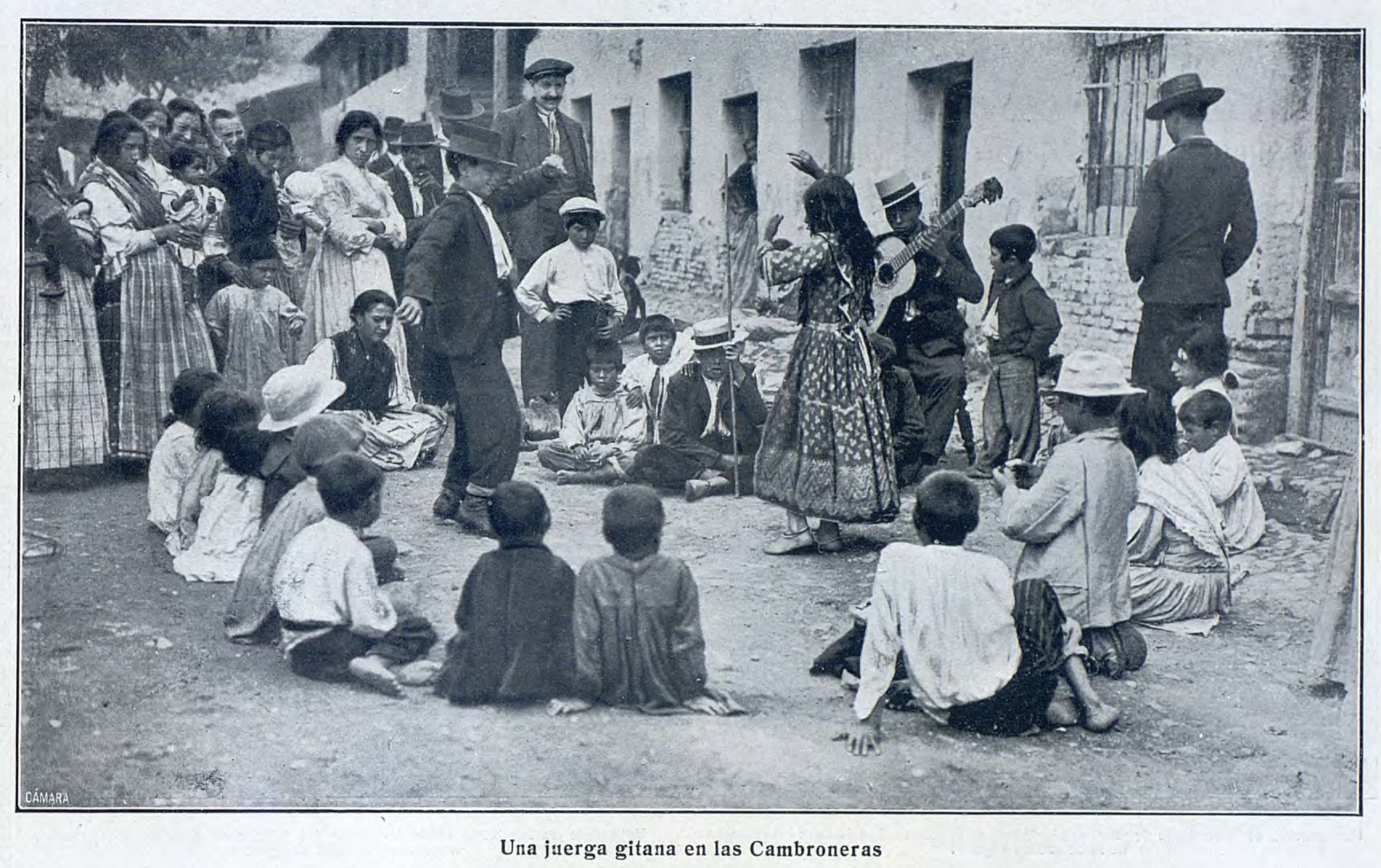
«Una juerga gitana en las Cambroneras» (La Esfera, 1914)

No obstante, debe tenerse en cuenta que tanto la prensa como la literatura insistieron en crear una representación en torno a este barrio que no era del todo cierta. Frente a la divulgación en la opinión pública de los siglos XIX y XX como un "barrio de gitanos" o simplemente como una zona de delincuencia y crimen, las investigaciones más recientes muestran que era un lugar en que convivían gitanos y payos. Estos últimos estuvieron empleados en oficios legales, normalmente en zonas adyacentes como las huertas, la compañía de ferrocarriles, los lavaderos o el mercado de ganados. Este hecho responde a la imagen peyorativa que se fue configurando durante el primer tercio del siglo XX respecto a los barrios del Ensanche Sur, ocupados principalmente por obreros e inmigrantes, frente a los barrios de mayor riqueza que ocupó la burguesía en el resto del proyecto propiciado por el Plan Castro.

## En la literatura

### Galdós (1897)
El barrio de Cambroneras aparece en varias de las novelas de Benito Pérez Galdós ambientadas en Madrid, y también lo menciona en un pequeño ensayo en el que explica su concepción de la novela Misericordia, de 1897: 
... me propuse descender a las capas ínfimas de la sociedad matritense, describiendo y presentando los tipos más humildes, la suma pobreza, la mendicidad profesional, la vagancia viciosa, la miseria, dolorosa casi siempre, en algunos casos picaresca o criminal y merecedora de corrección. Para esto hube de emplear largos meses en observaciones y estudios directos del natural, visitando las guaridas de gente mísera o maleante que se alberga en los populosos barrios del Sur de Madrid. [...] El afán de estudiarla intensamente me llevó al barrio de las Injurias, polvoriento y desolado. En sus miserables casuchas, cercanas a la Fábrica de Gas, se alberga la pobretería más lastimosa. Desde allí, me lancé a las Cambroneras, donde tiene su asiento la población gitanesca, compuesta de personas y borricos en divertida sociedad, no exenta de peligros para el visitante. Las Cambroneras, la Estación de las Pulgas, la Puente Segoviana, la opuesta orilla del Manzanares hasta la casa de Goya, donde el famoso pintor tuvo su taller, completaron mi estudio del bajo Madrid, inmenso filón de elementos pintorescos y de riqueza del lenguaje. (Prefacio a Misericordia, reedición de 1913.)
En la propia novela escribe:
...y a la entrada del Puente, dirigiose Benina por la calzada en declive que a mano derecha conduce al arrabal llamado de las Cambroneras, a la margen izquierda del Manzanares, en terreno bajo. Encontrose en una como plazoleta, limitada en el lado de Poniente por un vulgar edificio, al Sur por el pretil del contrafuerte del puente, y a los otros dos lados por desiguales taludes y terraplenes arenosos, donde nacen silvestres espinos, cardos y raquíticas yerbas. El sitio es pintoresco, ventilado, y casi puede decirse alegre, porque desde él se dominan las verdes márgenes del río, los lavaderos y sus tenderijos de trapos de mil colores. Hacia Poniente se distingue la sierra, y a la margen opuesta del río los cementerios de San Isidro y San Justo, que ofrecen una vista grandiosa con tanto copete de panteones y tanto verdor obscuro de cipreses... La melancolía inherente a los camposantos no les priva, en aquel panorama, de su carácter decorativo, como un buen telón agregado por el hombre a los de la Naturaleza. [...] Arranca de la explanada un camino o calle tortuosa en dirección a la puente segoviana. A la izquierda, conforme se entra en él, está la casa de corredor, vasta colmena de cuartos pobres que valen seis pesetas al mes, y siguen las tapias y dependencias de una quinta o granja que llaman de Valdemoro. A la derecha, varias casas antiquísimas, destartaladas, con corrales interiores, rejas mohosas y paredes sucias, ofrecen el conjunto más irregular, vetusto y mísero que en arquitectura urbana o campesina puede verse. Algunas puertas ostentan lindos azulejos con la figura de San Isidro y la fecha de la construcción, y en los ruinosos tejados, llenos de jorobas, se ven torcidas veletas de chapa de hierro, graciosamente labrado. [...] Entró la anciana en el primer corral, empedrado, todo baches, con habitaciones de puertas desiguales y cobertizos o cajones vivideros, cubiertos de chapa de latón enmohecido: en la única pared blanca o menos sucia que las demás, vio un barco pintado con almazarrón, fragata de tres palos, de estilo infantil, con chimenea de la cual salían curvas de humo. En aquella parte, una mujer esmirriada lavaba pingajos en una artesa: no era gitana, sino paya. Por las explicaciones que esta le dio, en la parte de la izquierda vivían los gitanos con sus pollinos, en pacífica comunidad de habitaciones; por lecho de unos y otros el santo suelo, los dornajos sirviendo de almohadas a los racionales. A la derecha, y en cuadras también borriqueñas, no menos inmundas que las otras, acudían a dormir de noche muchos pobres de los que andan por Madrid: por diez céntimos se les daba una parte del suelo, y a vivir... Dando las gracias a la esmirriada, salió Benina, y se fue por toda la calle adelante, atisbando a un lado y otro. Esperaba distinguir en alguno de aquellos calvos oteros la figura del marroquí tomando el sol o entregado a sus melancolías. Pasadas las casas de Ulpiano, no se ven a la derecha más que taludes áridos y pedregosos, vertederos de escombros, escorias y arena. Como a cien metros de la explanada hay una curva o más bien zig-zag, que conduce a la estación de las Pulgas, la cual se reconoce desde abajo por la mancha de carbón en el suelo, las empalizadas de cerramiento de vía, y algo que humea y bulle por encima de todo esto. Junto a la estación, al lado de Oriente, un arroyo de aguas de alcantarilla, negras como tinta, baja por un cauce abierto en los taludes, y salvando el camino por una atarjea, corre a fecundar las huertas antes de verterse en el río. Detúvose allí la mendiga, examinando con su vista de lince el zanjón, por donde el agua se despeña con turbios espumarajos, y las huertas, que a mano izquierda se extienden hasta el río, plantadas de acelgas y lechugas. [...] De vuelta a la explanada, bajó a la margen del río, y recorrió los lavaderos y las casuchas que se apoyan en el contrafuerte, sin encontrar ni rastros de Mordejai. Desalentada, se volvió a los Madriles de arriba, con propósito de repetir al día siguiente sus indagaciones. Misericordia Capítulo XXVII.

### Baroja (1903)
También lo menciona Pío Baroja en varias ocasiones a lo largo de su narrativa; así, en una de sus crónicas para El Pueblo Vasco escribió:
... Madrid está rodeado de suburbios, en donde viven peor que en el fondo de África un mundo de mendigos, de miserables, de gente abandonada. ¿Quién se ocupa de ellos? Nadie, absolutamente nadie. Yo he paseado de noche por las Injurias y las Cambroneras, he alternado con la golfería de las tabernas de las Peñuelas y los merenderos de los Cuatro Caminos y de la carretera de Andalucía. ... Y no he visto a nadie que se ocupara en serio de tanta tristeza, de tanta laceria... (Crónica: «Hampa». El Pueblo Vasco, 18-IX-1903)
Poco después, en La busca (1904), primera novela de su trilogía, La lucha por la vida, Baroja incluye esta descripción:
Por el Puente de Toledo pasaba una procesión de mendigos y mendigas, a cual más desastrados y sucios. Salía gente, para formar aquella procesión del harapo de las Cambroneras y de las Injurias; llegaban del paseo Imperial y de los Ocho Hilos; y ya, en filas apretadas, entraban por el puente de Toledo y seguían por el camino alto de San Isidro a detenerse ante una casa roja.

### Blasco Ibáñez (1906)
Otro escritor español que menciona el suburbio de Las Cambroneras, fue el valenciano Vicente Blasco Ibáñez, que en La horda (1906),  describe así la vida en el barrio:
Maltrana no tardó en conocer la heterogénea población de las Cambroneras. Formaban un mundo aparte, una sociedad independiente dentro de la horda de miseria acampada en torno a Madrid. ... Existían dos grandes divisiones en el vecindario de las Cambroneras, cuyos límites nunca llegaban a confundirse; a un lado los payos, que eran los menos, y al otro los gitanos, que constituían la mayor parte de la población.